# Любутск
Любутск (Любуцк, Любутеск) — древнерусский город XIV—XVI веков, находившийся на правом берегу Оки в 4 км ниже впадения в неё Дугны (ныне — с. Троицкое Калужской области).

## Этимология
Название города по ручью Любуча (Любутка), протекающему с северной и восточной стороны. По другой версии, название ручья вторично, будучи производным от названия города, которое, в свою очередь, происходит от древнелитовского двухосновного имени Любут-Liubutas и восходит ко времени экспансии князя Ольгерда на восток. Следует, однако, отметить, что окончания на -ск характерны в средневековой Руси для производных от гидронимов, а не от личных имён.

## История
Самые ранние археологические свидетельства из Любутска (монеты) относятся к первой половине XIV века, когда, как считается, поселение и возникло. Согласно калужскому археологу  И.В. Болдину, «город Любутск практически всю историю своего существования находился под управлением Литвы».
Ранняя история Любутска связана с Брянским княжеством. Вместе с ним был присоединён к Великому княжеству Литовскому в конце 1350-х годов и стал пограничной крепостью. Город упоминается в 1372 году, когда в конце литовско-московской войны 1368—1372 годов великий князь литовский Ольгерд, объединившись с войском Михаила Тверского, выступил против великого князя московского Дмитрия Ивановича, которому удалось остановить его войско близ Любутска, заключив Любутский мир. Из Любутска происходил герой Куликовской битвы Родион Ослябя. Перечислен в летописном «Списке русских городов ближних и дальних» конца XIV века. В 1387 году Любутск подвергся татарскому нападению. 
В 1396 году рязанский князь Олег Иванович разорил окрестности Любутска, на что великий князь литовский Витовт в том же году ответил опустошительным походом в пределы Рязанского княжества.

…сведав , что Олег сам вошел в литовские границы и начал осаду Любутска (близ Калуги), Василий послал туда боярина представить ему, сколь безрассудно оскорблять сильного. Олег возвратился, но Витовт уже хотел мести: вступил в его землю; истребил множество людей; оставив Олега укрываться в лесах, вышел с добычею и пленом.— Карамзин Н. М. Глава II. Великий князь Василий Дмитриевич. Годы 1389—1425 // История государства Российского. — СПб.: Тип. Н. Греча, 1816—1829. — Т. 5.
В 1402 году рязанский князь Родослав Ольгович собирался завоевать Брянск, но его встретили под Любутском литовский князь Лугвений и Александр Патрикеевич, которые разбили рязанское войско в битве под Любутском, а князя взяли в плен.
По Угорскому договору 1408 года Любутск отошёл Великому княжеству Московскому и стал уделом князя Владимира Андреевича Храброго, однако через непродолжительное время вновь стал частью Великого княжества Литовского, войдя в состав Мценско-Любутского наместничества.  В 1432 году упоминается как Lyubutesk в «Списке городов Свидригайло». В 1449 году по Вечному миру Мценск и Любутск были подчинены Смоленску с сохранением в них особого наместничества.
В 1473 году московский воевода Беклемишев ходил на любуцкие волости. В ответ любучане напали на московского князя Семёна Одоевского и убили его. В 1480 году Любутск упоминается как пункт, которого достиг хан Ахмат во время движения по литовским землям к Москве. В августе 1492 года московский воевода князь Фёдор Телепень-Оболенский захватил Любутск, сжёг его и увёл в плен около 1,5 тысяч горожан. По мирному договору 1494 года Любутск был возвращён Литве. В начале русско-литовской войны 1500—1503 годов Любутск был взят войсками Якова Захарьина и в 1503 году по Благовещенскому перемирию признан Литвой за Москвой. Иван III завещал его сыну Андрею. 
Несмотря на стратегическую важность города, сожжённую крепость Любутска московское правительство отстраивать не стало, что могло быть связано с ненадёжностью любучан. Крепость Любутска обветшала и остался лишь посад, ставший селом Любуцким. В записи 1566 года бывший детинец Любутска упомянут как городище. В XVII—XVIII веках Любутск был центром волости (стана) в составе Алексинского уезда. Со второй половины XIX века село Любутское (иногда Любудское) Калужского уезда именуется Троицким по расположенной в нём церкви.

## Городище
Городище Любутска находится к северо-западу от села Троицкого и представляет собой вытянутый треугольник площадью 2,2 га, занимающий оконечность высокого (20—40 м) мыса правого берега Оки при впадении в нее речки Любутки. До настоящего времени в Любутске хорошо сохранились земляные укрепления. На западной стороне городища сохранился вал высотой до 30 м и длиной более 100 м. С напольной стороны ее защищает ров глубиной до 5 м и вал высотой до 6 м. С южной стороны к детинцу примыкает посад площадью около 3 га. В 1995 году Калужский областной краеведческий музей приступил к осуществлению программы по планомерным археологическим раскопкам Любутского городища, рассчитанной на тридцать лет.
Близ городища древнего Любутска в петровскую эпоху была построена Троицкая церковь (разобрана в 1930-е годы), в честь которой село стало называться Троицким. Сегодня на городище древнего Любутска расположено кладбище села Троицкого, в свою очередь, теперь нежилого.